# دیگو هرنان مورالس
دیگو هرنان مورالس (انگلیسی: Diego Hernán Morales؛ زادهٔ ۱۶ آوریل ۱۹۸۳) بازیکن فوتبال اهل آرژانتین است.
از باشگاه‌هایی که در آن بازی کرده‌است می‌توان به باشگاه فوتبال آرژانتینوس جونیورز اشاره کرد.